# Blaisdell (Oregon)
Blaisdell az Amerikai Egyesült Államok északnyugati részén, Oregon állam Lake megyéjében elhelyezkedő önkormányzat nélküli település.